# Kilkivan
Kilkivan is een plaats in de Australische deelstaat Queensland en telt 329 inwoners (2001).